# Division légère d'A. P. Hill
La division légère d'A. P. Hill est une division d'infanterie, de l'armée de Virginie du Nord du général Robert E. Lee pendant la guerre de Sécession. À l'origine comprenant six brigades, le premier commandant de la division commençant le 27 mai 1862 est alors major général A. P. Hill. Les majors généraux, William Dorsey Pender et Cadmus M. Wilcox commandent une division légère réorganisée de l'armée de Virginie du Nord après la promotion de Hill au commandement d'un corps et la mort de Pender lors de la bataille de Gettysburg, respectivement.

## Brigades et commandants

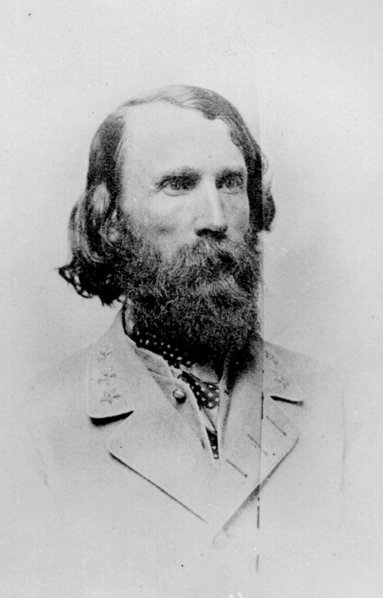
Image du lieutenant-général A. P. Hill

Créé à la fin de mai et en juin 1862, la division légère comprend six brigades de six États confédérés. La première brigade est une brigade de Virginie sous le commandement du brigadier général Charles W. Field. La brigade comprend initialement les 40th, 47th et 55th Virginia Infantry Regiments et le 2nd Virginia Infantry Battalion. Cette brigade est commandée plus tard par le colonel John M. Brockenbrough après la blessure sévère de Field lors de la seconde bataille de Bull Run (deuxième Manassas) et par le brigadier général Henry Heth du 5 mars 1863 jusqu'au 3 mai 1863, où il prend temporairement le commandement de la division après la blessure de Hill lors de la bataille de Chancellorsville,. La deuxième brigade est une brigade de la Caroline du Sud, commandée par le brigadier général Maxcy Gregg. Cette fameuse brigade devient connue sous le nom de brigade de Gregg-McGowan. Le brigadier général Samuel McGowan est l'autre grand commandant de la brigade après la blessure mortelle de Gregg à la bataille de Fredericksburg et sa mort deux jours plus tard. La brigade de Caroline du Sud comprend le 1st South Carolina Rifles (Orr 's Rifles), et le 1st South Carolina Infantry, 12th South Carolina Infantry, 13th South Carolina Infantry et 14th South Carolina Infantry.
La troisième brigade comprend des troupes de la Géorgie. Commandée en premier par le brigadier général Joseph R. Anderson, la brigade est commandée pendant la plupart de son existence par le brigadier général Edward L. Thomas. La brigade comprend le 14th Georgia Infantry, le 35th Georgia Infantry, le 39th Georgia Infantry et le 45th Georgia Infantry.
La quatrième et la sixième brigades comprennent des régiments d'infanterie de la Caroline du Nord. La brigade du brigadier général Lawrence O'Bryan Branch comprend le 7th North Carolina Infantry, 18th North Carolina Infantry, le 28th North Carolina Infantry, le 33rd North Carolina Infantry, et le 37th North Carolina Infantry. Après la mort de Branch à la bataille d'Antietam, le 17 septembre 1862, la brigade est commandée par le brigadier général James H. Lane. La brigade du brigadier général William Dorsey Pender comprend le 16th North Carolina Infantry, le 22nd North Carolina Infantry, le 34th North Carolina Infantry et le 38th North Carolina Infantry. Cette brigade est plus tard, commandée par le colonel (à partir du 13 décembre 1862), et plus tard, brigadier général (à partir du 13 juin 1862) Alfred Scales.
Enfin, la cinquième brigade est un commandement mixte de régiments de l'Alabama, de la Géorgie et de Tennessee sous les ordres du brigadier général James J. Archer. Il comprend principalement le 5th Alabama Infantry Battalion, le 19th Georgia Infantry, le 1st Tennessee Infantry, le 7th Tennessee Infantry, et le 14th Tennessee Infantry. Il est commandé à partir du 20 janvier 1865 jusqu'à la reddition de l'armée de Virginie du Nord à Appomattox Court House, en Virginie, le 9 avril 1865, par le brigadier général William McComb.
Les batteries d'artillerie attachées initialement à la division légère inclus la batterie du capitaine R. Snowden Andrews (Maryland), la batterie allemande du capitaine William K. Bachman (Charleston, Caroline du Sud),  celle du capitaine Carter M. Braxton (Va.) [artillerie de Fredericksburg], celle du capitaine William G. Crenshaw (Virginie), celle du capitaine Greenlee Davidson (Va.) [artillerie de Letcher], celle du capitaine Marmaduke Johnson (Virginie), celle du capitaine L. Masters (Virginie), celle du capitaine David G. McIntosh (S. C.) [artillerie de Pee Dee] et celle du capitaine William J. Pegram (Va.) [artillerie de Purcell] et, plus tard, celle d'Henry Grey Latham (N. C.) et la batterie de Fleet (Va.) [artillerie de Middlesex],. Le commandant (lieutenant-colonel en août 1862, à la bataille de Cedar Mountain) Ruben Lindsay Walker commande les batteries d'artillerie après que le lieutenant-colonel Lewis M. Coleman commande la division d'artillerie pendant la bataille des sept jours.

## Combats
La division légère participe à sa première action en tant qu'unité lors de la bataille des sept jours au sein de l'aile de James Longstreet de l'armée. Certains régiments ont eu des combats plus tôt dans la campagne, le 27 mai 1862 . La division est fortement engagée lors des batailles de Mechanicsville, de Gaines' Mill, et  de Glendale.
D'après qu'A. P. Hill se querelle avec Longstreet dans un journal, la division légère est transférée dans l'aile de Stonewall Jackson de l'armée. Avec Jackson, la division est de nouveau fortement engagée lors de la bataille de Cedar Mountain,. La division joue ensuite un rôle remarquable lors de la défense de la ligne confédérée contre les assauts répétés de l'Union à la seconde bataille de Bull Run.
La division légère joue un rôle important dans la campagne du Maryland de Lee. Laissées en arrière pour libérer sur parole les troupes capturées de l'Union à Harpers Ferry, Hill et ses hommes ne sont pas sur le champ de bataille au début de la bataille d'Antietam. Quittant Harpers Ferry tôt le matin du 17 septembre 1862, les hommes de Hill parcourent 27 kilomètres (17 miles) à temps pour arriver et sauver l'armée de Lee, qui fait face à ce moment à la destruction par l'armée du Potomac de l'union qui progresse. Lors de la bataille, le brigadier général Branch est tué.
La division prend part à la bataille de Fredericksburg, le 13 décembre 1862, mais l'alignement de la division n'est pas bien réalisé, avec un décalage dangereux au milieu de la ligne. La brigade de Gregg est postée derrière le fossé et dans de denses forêts où ils ont peu de capacité de voir le champ de bataille. Le brigadier-général Maxcy Gregg est mortellement blessé dans les combats qui s'ensuivent. Le colonel Daniel H. Hamilton prend temporairement le commandement de la brigade.
La division sert pour la dernière fois comme une unité de six brigades lors de la bataille de Chancellorsville, où les soldats du 18th North Carolina Infantry de la brigade de Lane a le malheur de blesser mortellement Stonewall Jackson. Dans la même série de tirs, A. P. Hill est également blessé, mais sa blessure s'avère être légère.

### Réorganisation
Après la mort de Stonewall Jackson, Lee réorganise son armée. A. P. Hill est promu lieutenant-général et commandant du troisième corps. La composition de la division légère est changée. Deux des brigades - la brigade de Virginie et la brigade d'Archer - sont placées dans une nouvelle division du major général Henry Heth. Les brigades restantes restent ensemble sous les ordres du major général Dorsey Pender. Heth est en fait le commandant de brigade le plus ancien de la division, mais Hill préfère Pender pour le commandement de son ancienne division, écrivant «  le général Pender a combattu avec la division dans tous les combats, a été quatre fois blessé et n'a jamais quitté le terrain, s'est hissé par les morts et les blessures de cinquième brigadier à jusqu'à son sommet, a la brigade la plus aguerris et disciplinés de la division, et plus que tout, possède la confiance illimitée de la division ».
Des parties de la division sont engagées le 1er juillet et le 3 juillet 1863, lors de la bataille de Gettysburg. Là, le major général Pender est mortellement blessé, le 2 juillet, comme il se déplace pour engager ses hommes. La division combat sous les ordres du major général Isaac R. Trimble lors de la charge de Pickett, le 3 juillet 1863. Après la mort de Pender, la division continue sous le commandement du major général Cadmus Wilcox et combat lors des batailles de la Wilderness, de Spotsylvania Court House, de Cold Harbor et du siège de Petersburg,,,.

## Nom
La première mention officielle de la « division légère » est dans un communiqué de routine des quartiers généraux de Hill le 1er juin 1862, peu de temps après il a pris le commandement de la division. Le nom de la division peut être une référence à la célèbre division légère britannique. Il peut avoir été donné comme ironique étant donné que la division est la plus grande de l'armée de Virginie du Nord quand elle est formée. Cela peut également être qu'Hill nomme simplement la division « division légère » pour lui insuffler un sens de la vitesse, d'esprit de corps, et parce qu'il voit de grandes choses pour elle. Les raisons de ce nom sont finalement peu claires.